# Kyle Rote Jr.
Kyle Rote Jr. (ur. 25 grudnia 1950 w Dallas) – amerykański piłkarz występujący na pozycji napastnika, reprezentant Stanów Zjednoczonych.

## Kariera klubowa
Kyle Rote jest synem futbolisty New York Giants - Kyle’a Rote’a Sr. W 1968 roku ukończył Highland Park High School w Dallas. Grał w młodzieżowej lidze w szkole średniej w barwach Black Bandits. Uczęszczał do Oklahoma State University, gdzie uprawiał futbol amerykański, jednak musiał zakończyć karierę futbolisty z powodu złamania nogi. Następnie przeniósł się do University of the South w Sewanee, gdzie w latach 1969-1972 grał w barwach Sewanee Tigers.
W 1972 roku został zauważony przez właściciela klubu ligi NASL Dallas Tornado - Lamar Hunt, który zaproponował Rote'owi kontrakt. Już w następnym sezonie z 18 golami został królem strzelców oraz Odkryciem Roku w lidze NASL. W klubie występował do 1978 roku grając w 121 meczach i strzelając 42 gole w lidze NASL.
W październiku 1978 roku podpisał wart 250,000 dolarów kontrakt z Houston Hurricane, w którym po rozegraniu 21 meczów w lidze NASL zakończył karierę piłkarską. Łącznie w lidze NASL rozegrał 142 mecze i strzelił w nich 42 gole.

### Kariera reprezentacyjna
Kyle Rote w latach 1973-1975 rozegrał 5 meczów w reprezentacji Stanów Zjednoczonych.

## Kariera trenerska
Kyle Rote po zakończeniu kariery piłkarskiej rozpoczął karierę trenerską. W latach 1983–1984 prowadził zespół MISL - Memphis Americans. Po przeniesieniu zespołu do Las Vegas Rote postanowił zostać w Memphis. Klub Dallas Sidekicks zaproponował mu stanowiska trenera pierwszego zespołu, ale Rote odrzucił propozycję.

## Życie prywatne
Kyle Rote obecnie mieszka w Memphis. Ma żonę Mary Lynne i czwórkę dzieci: Willa, Johna, Josiego i Bena. Po przejściu na emeryturę został agentem sportowym i jest obecnie dyrektorem naczelnym Athletic Resource Management. Przez wiele lat prowadził lokalny teleturniej News Channel 3 Knowledge Bowl, którym potem przejął prezenter pogody Jim Jaggers.
W 2009 roku został wprowadzony do Texas Sports Hall of Fame, a dnia 19 kwietnia 2009 roku do the National Soccer Hall of Fame.

## Sukcesy piłkarskie

### Dallas Tornado
- Wicemistrzostwo NASL: 1973

### Indywidualne
- Król strzelców NASL: 1973
- Odkrycie Roku NASL: 1973